# Дезкор
Дезкор (англ. deathcore) — напрям екстремального металу, що являє собою злиття металкору з дез-металом. Від металкору була перейнята естетика пісень і брейкдаунів: повільних програшів, що спонукають до мошу і слему. Від дез-металу перейняв швидкість, важкість та метод квінтингу. Як вокал у дезкорі зазвичай використовується гроул та скримінг, також часто зустрічається особливий вид вокалу, запозичений у ґрайндкору (горґрайнд) — guttural vocals/pig squeels (гуттурал, піггінг). На відміну від раннього металкору ці команди почали співати на рідній німецькій мові. Новий стиль не має своєї назви, але його представники чітко виділяють себе з металкор-сцени.
Сучасна сцена змішує дезкор:
- з брутальним дез-металом (Waking the Cadaver, Misericordiam, I Declare War, дебютний альбом Impending Doom);
- з металкором (Bring Me the Horizon, As Blood Runs Black, Parkway Drive);
- з маткором (Despised Icon, Arsonists Get All the Girls, War from a Harlots Mouth, See You Next Tuesday);
- з технічним дез-металом (Job for a Cowboy, The Faceless, Burning The Masses, Beneath the Massacre);
- використовують християнську тематику пісень (Impending Doom, Underneath the Gun, The Devil Wears Prada, At the Throne of Judgment).

## Найвідоміші дезкор-виконавці
| Гурт                                                      | Країна          | Рік заснування |
| The Agonist                                               | Канада          | 2004           |
| The Agony Scene                                           | США             | 2001           |
| All Shall Perish                                          | США             | 2002           |
| Animosity                                                 | США             | 2000           |
| Arsonists Get All the Girls                               | США             | 2005           |
| As Blood Runs Black                                       | США             | 2004           |
| Asesino                                                   | США             | 2002           |
| Born of Osiris                                            | США             | 2006           |
| Bring Me the Horizon (рання творчість)                    | Велика Британія | 2004           |
| Burning Skies                                             | Велика Британія | 2002           |
| Carnifex                                                  | США             | 2005           |
| Chelsea Grin                                              | США             | 2007           |
| The Concubine                                             | США             | 2003           |
| Cryptopsy (пізня творчість)                               | Канада          | 1988           |
| Dance Club Massacre                                       | США             | 2004           |
| Dead Man in Reno                                          | США             | 2003           |
| Despised Icon                                             | Канада          | 2002           |
| Elysia                                                    | США             | 2003           |
| A Different Breed of Killer                               | США             | 2006           |
| Eternal Lord                                              | Велика Британія | 2005           |
| Frontside                                                 | Польща          | 1993           |
| Glass Casket                                              | США             | 2001           |
| God Forbid                                                | США             | 1997           |
| Here Comes the Kraken                                     | Мексика         | 2007           |
| Killwhitneydead                                           | США             | 2001           |
| Knights of the Abyss                                      | США             | 2005           |
| Lorna Shore [Архівовано 4 червня 2022 у Wayback Machine.] | США             | 2010           |
| Malefice                                                  | Велика Британія | 2003           |
| Mendeed                                                   | Велика Британія | 2000           |
| Molotov Solution                                          | США             | 2004           |
| Mortal Treason                                            | США             | 2001           |
| Nights Like These                                         | США             | 2003           |
| Oceano                                                    | США             | 2006           |
| The Red Chord                                             | США             | 1999           |
| The Red Death                                             | США             | 2002           |
| The Red Shore                                             | Австралія       | 2004           |
| Salt the Wound                                            | США             | 2001           |
| See You Next Tuesday                                      | США             | 2005           |
| Shot Down Sun                                             | США             | 2001           |
| Suicide Silence                                           | США             | 2002           |
| Through the Eyes of the Dead                              | США             | 2002           |
| We Are the End                                            | США             | 2005           |
| Whitechapel                                               | США             | 2006           |
| Winds of Plague                                           | США             | 2002           |